# Salmo fibreni
 Salmo fibreni és una espècie de peix de la família dels salmònids i de l'ordre dels salmoniformes.

## Reproducció
Té lloc entre desembre i gener.

## Hàbitat
Viu en zones d'aigües dolces temperades entre 10 °C-11 °C de temperatura.

## Distribució geogràfica
Es troba a Europa: llac Posta Fibreno (Itàlia).